# Гренічері (комуна)
Гренічері (рум. Grăniceri) — комуна у повіті Арад в Румунії. До складу комуни входять такі села (дані про населення за 2002 рік):
- Гренічері (1362 особи) — адміністративний центр комуни
- Шиклеу (1234 особи)

Комуна розташована на відстані 439 км на північний захід від Бухареста, 39 км на північ від Арада, 84 км на північ від Тімішоари.

## Населення
За даними перепису населення 2002 року у комуні проживали 2596 осіб.
Національний склад населення комуни:
| Національність | Кількість осіб | Відсоток |
| -------------- | -------------- | -------- |
| румуни         | 2329           | 89,7%    |
| цигани         | 192            | 7,4%     |
| німці          | 40             | 1,5%     |
| угорці         | 34             | 1,3%     |
| українці       | 1              | < 0,1%   |

Рідною мовою назвали:
| Мова       | Кількість осіб | Відсоток |
| ---------- | -------------- | -------- |
| румунська  | 2388           | 92,0%    |
| циганська  | 151            | 5,8%     |
| угорська   | 30             | 1,2%     |
| німецька   | 26             | 1,0%     |
| українська | 1              | < 0,1%   |

Склад населення комуни за віросповіданням:
| Релігія            | Кількість осіб | Відсоток |
| ------------------ | -------------- | -------- |
| православні        | 2371           | 91,3%    |
| баптисти           | 71             | 2,7%     |
| римо-католики      | 63             | 2,4%     |
| п'ятдесятники      | 43             | 1,7%     |
| адвентисти         | 43             | 1,7%     |
| реформати          | 4              | 0,2%     |
| не вказали релігію | 1              | < 0,1%   |